# Archieparquía de Damieta de los greco-melquitas
La archieparquía titular de Damieta de los greco-melquitas (en latín: Archieparchia Tamiathitana Graecorum Melkitarum) es una archieparquía titular de la Iglesia católica conferida a miembros de la Iglesia greco-melquita católica. Corresponde a una antigua arquidiócesis del patriarcado de Alejandría cuya sede estaba en la ciudad de Damieta en el actual Egipto. 

## Historia
Damiata (o Tamiathis) es una antigua sede episcopal de la provincia romana de Augustamnica Prima en la diócesis civil de Egipto. Formaba parte del patriarcado de Alejandría y era sufragánea de la arquidiócesis de Pelusio. Su obispo Heraclio participó en el Concilio de Éfeso en 431. Helpidius fue signatario del decreto del patriarca Gennadius de Constantinopla contra la simonía en 459. Basso estuvo en el Concilio de Constantinopla II en 553. En una carta del patriarca Miguel I de Alejandría, leída en el concilio fociano de Constantinopla (879), se hizo mención de Zacarías de Tamiathis, que había asistido a un sínodo que Miguel había convocado en apoyo de Focio. Obispos posteriores también de Damiata se nombran en otros documentos.
Bajo el califa Úmar ibn al-Jattab (579–644), los árabes musulmanes tomaron la ciudad y resistieron con éxito los intentos del Imperio bizantino de recuperarla, especialmente en 739, 821, 921 y 968. Damiata volvió a ser importante en los siglos XII y XIII y durante la época de las Cruzadas fue capturada por Luis IX de Francia en 1249, cuando tuvo un obispo latino.

### Sede titular
Una sede titular católica es una diócesis que ha cesado de tener un territorio definido bajo el gobierno de un obispo y que hoy existe únicamente en su título. Continúa siendo asignada a un obispo, quien no es un obispo diocesano ordinario, pues no tiene ninguna jurisdicción sobre el territorio de la diócesis, sino que es un oficial de la Santa Sede, un obispo auxiliar, o la cabeza de una jurisdicción que es equivalente a una diócesis bajo el derecho canónico.
La eparquía titular de Damieta de los greco-melquitas fue conferida por primera vez por la Santa Sede el 13 de marzo de 1874 al obispo Eugène-Louis-Marie Lion. Fue suprimida en 1935 y restaurada en 1961 como archieparquía titular.
Existe además la diócesis titular latina de Damiata.

## Cronología de los obispos

### Obispos de la sede residencial
- Eraclio † (mencionado en 431)
- Elpidio † (mencionado en 458)
- Basso † (mencionado en 553)
- Zaccaria † (mencionado en 879)
- Efrem †

### Obispos de la sede titular
- Eugène-Louis-Marie Lion † (13 de marzo de 1874-8 de agosto de 1883 falleció)
- Paul-Raphaël Abi Mourad † (2 de julio de 1900-8 de agosto de 1935 falleció)
- Antonio Farage † (7 de marzo de 1961-9 de noviembre de 1963 falleció)
- Nicolas Hajj, S.D.S. † (30 de julio de 1965-3 de noviembre de 1984 nombrado archieparca de Baniás)
- Joseph Jules Zerey, desde el 22 de junio de 2001[5]